# Богоносюк Василь Богданович
Василь Богданович Богоносюк (18 жовтня 1980, с. Раковець, Україна — 20 лютого 2019, м. Мар'їнка, там само) — український військовик, старший солдат, старший стрілець 3-го відділення 1-го взводу 2-ї роти мотопіхотного батальйону 24-ї окремої механізованої бригади Збройних сил України, учасник російсько-української війни.

## Життєпис
Василь Богоносюк народився 18 жовтня 1980 року в селі Раковець Богородчанського району Івано-Франківської області, нині Україна.
Закінчив 9 класів сільської школи, а згодом провчився ще 3 роки у вечірній школі. З 2001 року мешкав у селі Васильків, Чортківського району, Тернопільської області.
Від 2015 року захищав країну від агресора, чотири рази підписував контракт, а з 23 січня 2018 року перебував у своєму новому підрозділі.
Загинув 20 лютого 2019 року близько 17:00 у районі міста Мар'їнка, Донецької області, від смертельного кульового поранення, завданого снайпером найманців РФ.
Похований 23 лютого 2019 року у Василькові. Залишились мати, чотири сестри, дружина та дві доньки.

## Нагороди та вшанування
- Указом Президента України № 270/2019 від 17 травня 2019 року «за особисту мужність і самовіддані дії, виявлені у захисті державного суверенітету та територіальної цілісності України, зразкового виконання військового обов'язку» — нагороджений орденом «За мужність» III ступеня (посмертно)[1].